# Edmond Locard

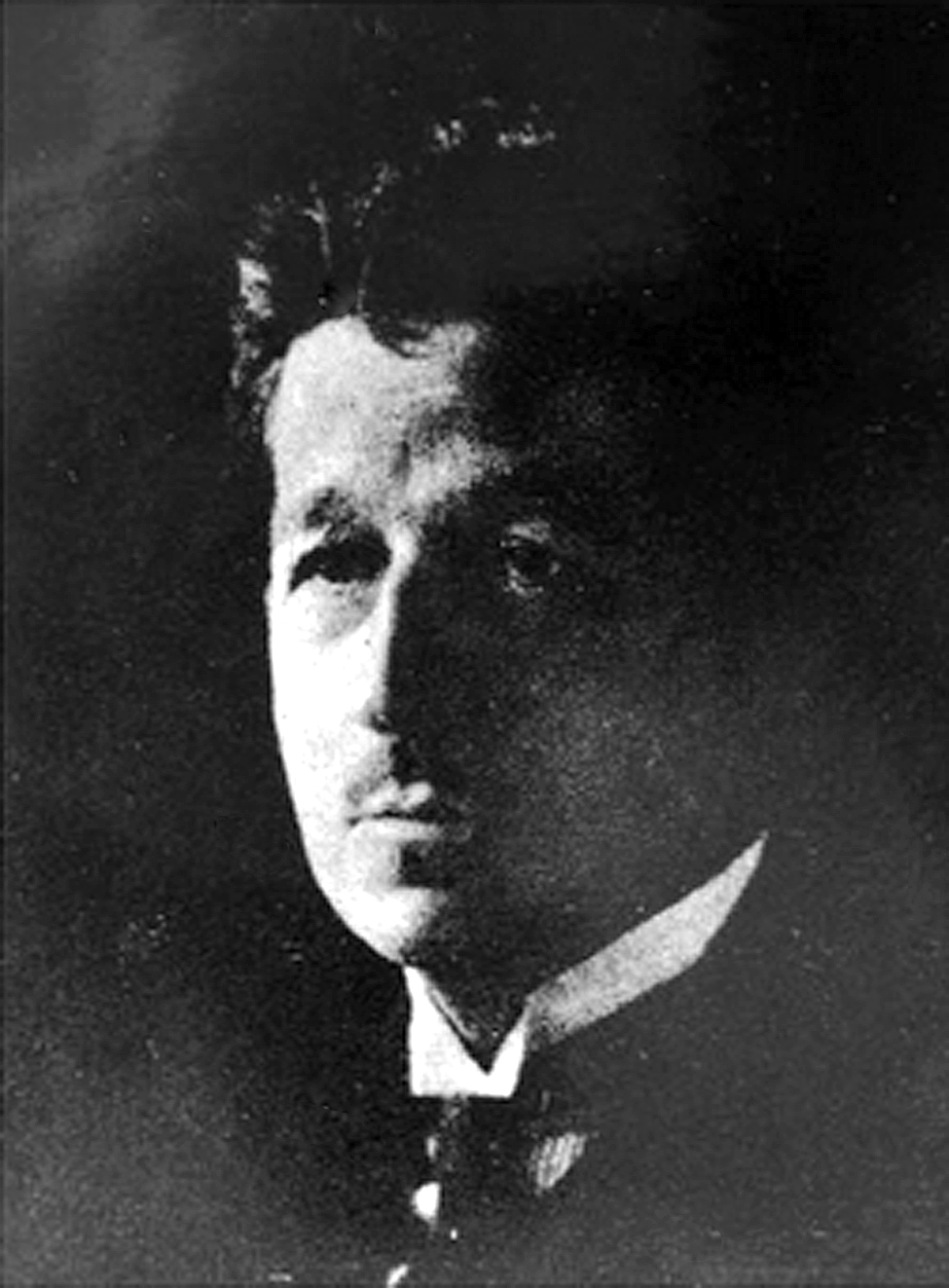
Edmond Locard

Edmond Locard (Saint-Chamond 18 december 1877 – Caluire-et-Cuire 04 mei 1966) was een Frans pionier in het forensisch onderzoek. Zijn "principe van Locard" is bekend in heel de wereld: "Every contact leaves a trace" (elk contact laat een spoor achter). Zo kernachtig schreef Locard het zelf nooit, maar wel: "La vérité est que nul ne peut agir avec l'intensité que suppose l'action criminelle sans laisser des marques multiples de son passage (...) Tantôt le malfaiteur a laissé sur les lieux les marques de son passage, tantôt, par une action inverse, il a emporté sur son corps ou sur ses vetements les indices de son séjour ou son geste"  (De waarheid is dat niemand kan handelen met de intensiteit die een criminele daad behoeft zonder meerdere sporen van zijn aanwezigheid achter te laten (...) de misdadiger laat ofwel sporen na van zijn aanwezigheid, ofwel - door een omgekeerde actie - neemt hij op zijn lichaam of zijn klederen sporen mee van zijn verblijf of zijn handelingen).

## Biografie
Edmond Locard was de zoon van natuurkundige, malacalogist en geoloog Arnould Locard (1841-1904) en Marie Gibert de Sennevières (1854-1932). Tijdens zijn jeugd bleek hij een uitstekend student te zijn. Hij haalde zijn baccalaureaat op 17-jarige leeftijd en studeerde vervolgens geneeskunde, rechten en psychologie. Tijdens zijn studie geneeskunde overleed zijn leermeester, orthopedisch chirurg Ollier, waardoor hij genoodzaakt was een andere richting aan zijn studie te geven. Hij vond een nieuwe leermeester in Alexandre Laccassagne (1843-1924), professor gerechtelijke geneeskunde aan de universiteit te Lyon. In 1902 haalde hij zijn doctoraat in die specialiteit, waarna hij verbonden bleef aan het laboratorium van Laccassagne. Deze gaf Locard een niet onaanzienlijk deel taken met betrekking tot de criminalistiek, aanvankelijk vooral omtrent het probleem van de identificatie van recidivisten. Locard nam hiervoor contact op met tal van internationale experts en bezocht ook hun diensten, onder andere die van Bertillon (Parijs), Reiss (Lausanne), Gross (Graz) en Vucetich (Buenos Aires). Zijn uitgebreide talenkennis - hij beheerste naar verluidt 11 talen - was hierbij uiteraard een groot pluspunt. In januari 1910 stichtte hij het politielaboratorium in Lyon, waar hij zowel het naar Bertillon genoemde systeem ter identificatie van van misdrijven verdachte personen, Bertillonage, als de dactyloscopie toepaste, maar al snel de nadruk legde op die laatste techniek. Hij bleef het diensthoofd van dit laboratorium tot in 1951, alleen onderbroken door de periode van de Eerste Wereldoorlog waarin hij cryptograaf voor het Franse leger was. Hij publiceerde voortdurend in vaktijdschriften en schreef ook tientallen boeken, waaronder het zevendelige werk Traité de criminalistique, dat beschouwd mag worden als de eerste forensische encyclopedie. Veel van zijn werken werden vertaald voor publicatie in de hele wereld.

## Publicaties (selectie)
- Le XVII° siècle médico-judiciaire, Lyon, 1902
- Crimes de sang et crimes d'amour au XVII° siecle, Lyon, 1903
- Les services actuels d'identification et la fiche internationale, Lyon, 1906
- L'identification des récidivistes, Paris, 1909
- La poroscopie (procédé nouveau d'identification des criminels par les traces des orifices sudoripares), Lyon, 1913
- Laboratoires de police et instruction criminelle, Lyon, 1913
- L'oeuvre d'Alphonse Bertillon, Lyon, 1914
- La Police,ce qu'elle est, ce qu'elle devrait être, Paris, 1919
- Les méthodes scientifiques dans l'enquête judiciaire (discours de réception), Lyon, 1919
- L'enquête criminelle et les méthodes scientifiques, Paris, 1920
- Manuel de Technique Policière (Enquête criminelle), Paris, 1923
- Instructions pour les recherches techniques dans les enquetes criminelles, (met Petisne, Gabriel), Lyon, 1924
- Policiers de roman et de laboratoire, Paris, 1924
- Le crime et les criminels, Paris, 1925
- L'enquête criminelle et les méthodes scientifiques, Paris, 1925
- Les faux sur découpage, Louvain, 1927
- L'imitation typographique, Lyon, 1929
- Die Kriminaluntersuchung und ihre wissenschaftlichen methoden, Berlin, 1930
- L'écriture de main gauche, Lyon, 1930
- L'histoire de la dactyloscopie, Lyon, 1930
- Ecole Internationale de détectives et de reporters spécialisés (Criminalistique), Fontenay-aux-Roses, 1931
- Ecole Internationale de détectives et de reporters spécialisés (Pratique - Enquête), Fontenay-aux-Roses, 1931
- Traité de criminalistique, tome premier : Les empreintes et les traces dans l'enquête criminelle (première partie), Lyon, 1931
- Traité de criminalistique, tome deuxième : Les empreintes et les traces dans l'enquête criminelle (deuxième et troisième parties), Lyon, 1931
- Traité de criminalistique, tome troisième : Les preuves de l'identité (première partie), Lyon, 1932
- Contes Apaches, Lyon, 1933
- Le Maquillage, Lyon, 1933
- L'enquête criminelle et les méthodes scientifiques, Paris, 1933
- Présence ou culpabilité (La portée de la preuve indiciale), Lyon, 1933
- Traité de criminalistique, tome quatrième : Les preuves de l'identité (deuxième partie), Lyon, 1933
- La police et les méthodes scientifiques, Paris, 1934
- Traité de criminalistique, tome cinquième : L'expertise des documents écrits (première partie), Lyon, 1935
- La criminalistique (à l'usage des gens du monde et des auteurs de romans policiers), Lyon, 1937
- Traité de criminalistique, tome sixième : L'expertise des documents écrits (seconde partie) Les correspondances secrètes - Les falsifications, Lyon, 1937
- Manuel de Technique Policière, Paris, 1939
- Traité de criminalistique, tome septième : L'enquête criminelle, Lyon, 1940
- Confidences (Souvenirs d'un policier), Lyon, 1942
- Manuel du philatéliste, Paris, 1942
- Peut-on correspondre avec l'au dela?, Lyon, 1945
- Evolution in psychology of poisoners, Paris, 1947
- Manuel de Technique Policière, Paris, 1948
- Le Portrait Parlé (Méthode signalétique a l'usage des policiers et des gendarmes), Lyon, 1949
- Confidences (Souvenirs d'un policier), Lyon, 1951
- La défense contre le crime, Paris, 1951
- Le crime inutile (Affaire Caserio), Paris, 1954
- Le magistrat assassiné (Affaire Fualdès), Paris, 1954
- Trois causes célèbres (Le Fiancé de la Guillotine, La piquere mortelle, Le crime inutile), (avec Mure, André), Paris, 1954
- Trois causes célèbres (Trahison atomique, Mata Hari, La Maison des horeurs) (avec Mure, André), Paris, 1954
- La Machine Infernale, Paris, 1955
- La vie au laboratoire de Police, Paris, 1956
- L'affaire Gouffé (la malle de Millery), Paris, 1956
- Les cambriolages simulés, Paris, 1956
- Les empreintes d'animaux, Paris, 1956
- L'utilisation des poussières, Paris, 1956
- Mémoires d'un criminologiste, Paris, 1958
- Les faux en écriture et leur expertise, Paris, 1959
- Mystères de Lyon, Lyon, 1967
- Le programme des laboratoires
- Les anonymographes